# Duncan Pratt
Duncan Edward Pratt (21 september 1958) is een Engels voormalig voetballer die als centrale verdediger speelde.
Pratt speelde voor Waterlooville FC en Portsmouth FC voor hij in januari 1977 in Nederland voor HFC Haarlem ging spelen. Met Haarlem speelde hij onder Barry Hughes in de Eredivisie. In 1979 bekoelde zijn relatie met Hughes en in de zomer was hij op proef bij SC Cambuur. In januari 1980 ging hij op huurbasis naar N.E.C. waarvoor hij slechts twee wedstrijden zou spelen. In 1980 werd hij, nadat hij zijn been op drie plaatsen gebroken had, afgekeurd voor het spelen van betaaldvoetbal. In het seizoen 1982/83 speelde hij nog voor amateurclub Zandvoortmeeuwen.
Hij keerde terug naar Engeland en deed een marketingopleiding. In 1994 kwam hij in het nieuws met een instructievideo voor startende ondernemers die door de Kamer van Koophandel werd opgepikt. Pratt werd ook coach in het amateurvoetbal en werkte onder andere tweemaal (2002 en 2008/09) voor Fareham Town. In 2003 accepteerde hij een marketingfunctie voor Real Madrid. In 2013 startte hij een voetbaltijdschrift.